# Pieczonogi (gromada w powiecie buskim)
Pieczonogi – dawna gromada, czyli najmniejsza jednostka podziału terytorialnego Polskiej Rzeczypospolitej Ludowej w latach 1954–1972.
Gromady, z gromadzkimi radami narodowymi (GRN) jako organami władzy najniższego stopnia na wsi, funkcjonowały od reformy reorganizującej administrację wiejską przeprowadzonej jesienią 1954 do momentu ich zniesienia z dniem 1 stycznia 1973, tym samym wypierając organizację gminną w latach 1954–1972.
Gromadę Pieczonogi z siedzibą GRN w Pieczonogach utworzono – jako jedną z 8759 gromad na obszarze Polski – w powiecie buskim w woj. kieleckim, na mocy uchwały nr 13a/54 WRN w Kielcach z dnia 29 września 1954. W skład jednostki weszły obszary dotychczasowych gromad Pieczonogi i Strzelce ze zniesionej gminy Oleśnica oraz Czyżów ze zniesionej gminy Wolica w tymże powiecie. Dla gromady ustalono 17 członków gromadzkiej rady narodowej.
31 grudnia 1961 gromadę zniesiono, a jej obszar włączono do gromad Białoborze (wieś Czyżów i kolonię Czyżów) i Oleśnica (wsie Pieczonogi, Strzelce i Strzelce Poduchowne, kolonie Pieczonogi Podkępie, Pieczonogi Zagórze, Pieczonogi Przedewsie i Strzelce oraz teren byłego folwarku Strzelce Młyn).